# Overtreffende meervoudstrap
De overtreffende meervoudstrap wordt gevormd door een reeks zelfstandige naamwoorden, die aan het volgende criterium voldoet: het eerste woord is een enkelvoud, het tweede woord is het meervoud van het eerste woord, maar is zelf ook weer een enkelvoud, het derde woord is het meervoud van het tweede woord.
Voorbeelden zijn de volgende reeksen:
- jong - jongen - jongens;
- keet - keten - ketens;
- kus - kussen - kussens;
- laak - laken - lakens;
- schip - schepen - schepenen;
- teek - teken - tekens;
- waag - wagen - wagens.

De overtreffende meervoudstrap is rond 1980 bedacht door Hans Dieteren en Myron Hobbelen. De reeks behoort tot de Opperlandse taal- & letterkunde, maar was niet opgenomen in het gelijknamige boek van Battus uit 1981. In de kringen van de bedenkers circuleerde jarenlang een lijst van 10 à 15 voorbeeldreeksen. In 2006 is dit aantal uitgebreid tot ruim 25. Dat is vooral te danken aan de vasthoudendheid van drie jonge onderzoekers: Inge Wetzer, Thijs Winthagen en Frank Alderliesten.